# Nancy Greeneová
Nancy Catherine Greene Raine (* 11. května 1943 Ottawa) je bývalá kanadská reprezentantka v alpském lyžování.
Rodačka z Ottawy se ve věku tří let přestěhovala s rodiči do horského městečka Rossland v Britské Kolumbii, kde se od dětství věnovala lyžování. V kanadské reprezentaci debutovala v roce 1959, získala šest titulů mistryně Kanady, vyhrála premiérový ročník Světového poháru v roce 1967 a o rok později prvenství obhájila. Na ZOH 1968 v Grenoble získala zlatou medaili v obřím slalomu s rekordním náskokem dvou sekund a 64 setin, přidala také stříbro ve slalomu speciál.
Po ukončení kariéry byla manažerkou lyžařského střediska Sun Peaks Resort a kancléřkou Thompson Rivers University, v roce 2009 byla zvolena do senátu za Konzervativní stranu. Obdržela Řád Kanady a byla zvolena nejlepší kanadskou sportovkyní 20. století.
Její syn Willy Raine byl také sjezdařem, reprezentoval Kanadu na ZOH 1992.